# 939 Isberga
939 Isberga eller 1920 HR är en asteroid i huvudbältet, som upptäcktes den 4 oktober 1920 av den tyske astronomen Karl Wilhelm Reinmuth i Heidelberg.
Asteroiden har en diameter på ungefär 10 kilometer.